# Междукултурна компетентност
Междукултурна компетентност, наричана също културна компетентност, е способността успешно да се общува с хора от други култури. Човек, който е междукултурно компетентен улавя и разбира във взаимодействието с хора от чужди култури техните специфични концепции на възприятие, мислене, чувстване и действие. Тази способност може да се появи в ранните години или да бъде по-късно развита. Развиването на културна компетентност дава възможността за разбиране, комуникиране и ефективно взаимодействие с хора от различни култури.
Културната компетентност обхваща четири компонента: 
- Съзнаване за собствения светоглед, произтичащ от културата, от която някой произхожда
- Поведение към културните различия
- Знание за различни културни практики и светогледи
- Умения за общуване и взаимодействие в и с различни култури.

В структурата на межкултурната компетенция влизат:
1. Общокултурологичните и културноспецифични знания.
2. Уменията по практическото общуване.
3. Междукултурната психологическа възприемчивост.